# Bakarac
Bakarac je primorsko naselje v jugovzhodnem delu Bakarskega zaliva, ki upravno spada pod mesto Kraljevica; le-ta pa spada pod Primorsko-goransko županijo.
V okolici Bakarca so vinogradi, drugače pa je kraj znan tudi po močni burji, t. i. bakarski burji, ki je po moči takoj za senjsko burjo. Morje, v okolici je  nekoliko hladnejše, kot v ostalem zalivu, na to vplivata predvsem burja in pa podmorski izviri hladne vode.
V rimski dobi je bila na mestu današnjega naselja vojaška baza. Na vrhu griča Gradac so ostanki ruševin, ki verjetno izhajajo iz poznega srednjega veka. Župnijska cerkev sv. Petra je bila postavljena  v 18. stoletju. V bližini Bakarca pod glavno cesto Reka - Dubrovnik dve originalni leseni tunari, ki sta se uporabljali pri izlovu tun. Tunare so "straže" - opazovalnice - na katerih so opazovalci spremljali jate tun, in določili najprimernejši čas za pričetek izlova.

## Demografija
| Pregled števila prebivalcev po letih | Pregled števila prebivalcev po letih | Pregled števila prebivalcev po letih | Pregled števila prebivalcev po letih | Pregled števila prebivalcev po letih | Pregled števila prebivalcev po letih | Pregled števila prebivalcev po letih | Pregled števila prebivalcev po letih | Pregled števila prebivalcev po letih | Pregled števila prebivalcev po letih | Pregled števila prebivalcev po letih | Pregled števila prebivalcev po letih | Pregled števila prebivalcev po letih | Pregled števila prebivalcev po letih | Pregled števila prebivalcev po letih |
| ------------------------------------ | ------------------------------------ | ------------------------------------ | ------------------------------------ | ------------------------------------ | ------------------------------------ | ------------------------------------ | ------------------------------------ | ------------------------------------ | ------------------------------------ | ------------------------------------ | ------------------------------------ | ------------------------------------ | ------------------------------------ | ------------------------------------ |
| 1857                                 | 1869                                 | 1880                                 | 1890                                 | 1900                                 | 1910                                 | 1921                                 | 1931                                 | 1948                                 | 1953                                 | 1961                                 | 1971                                 | 1981                                 | 1991                                 | 2001                                 |
| 229                                  | 280                                  | 281                                  | 308                                  | 359                                  | 392                                  | 427                                  | 353                                  | 320                                  | 296                                  | 301                                  | 274                                  | 260                                  | 274                                  | 307                                  |